# 人間の性
人間の性（にんげんのせい）あるいはセクシュアリティ（英: human sexuality）とは、人間における性的本能の充足に関係する行動や性的振る舞いの総体を指す。
人間の性は多様な位相を備え、それらは時として相互に矛盾することがある。生殖、健康、快楽などの位相で、葛藤が起こりえる。
また、人間関係、社会、法律、道徳や、宗教的禁忌などの位相においても、性をめぐって葛藤が生じることがある。
人間の性存在性を研究し、またその障害の克服について研究する科学が性科学である。

## 概説

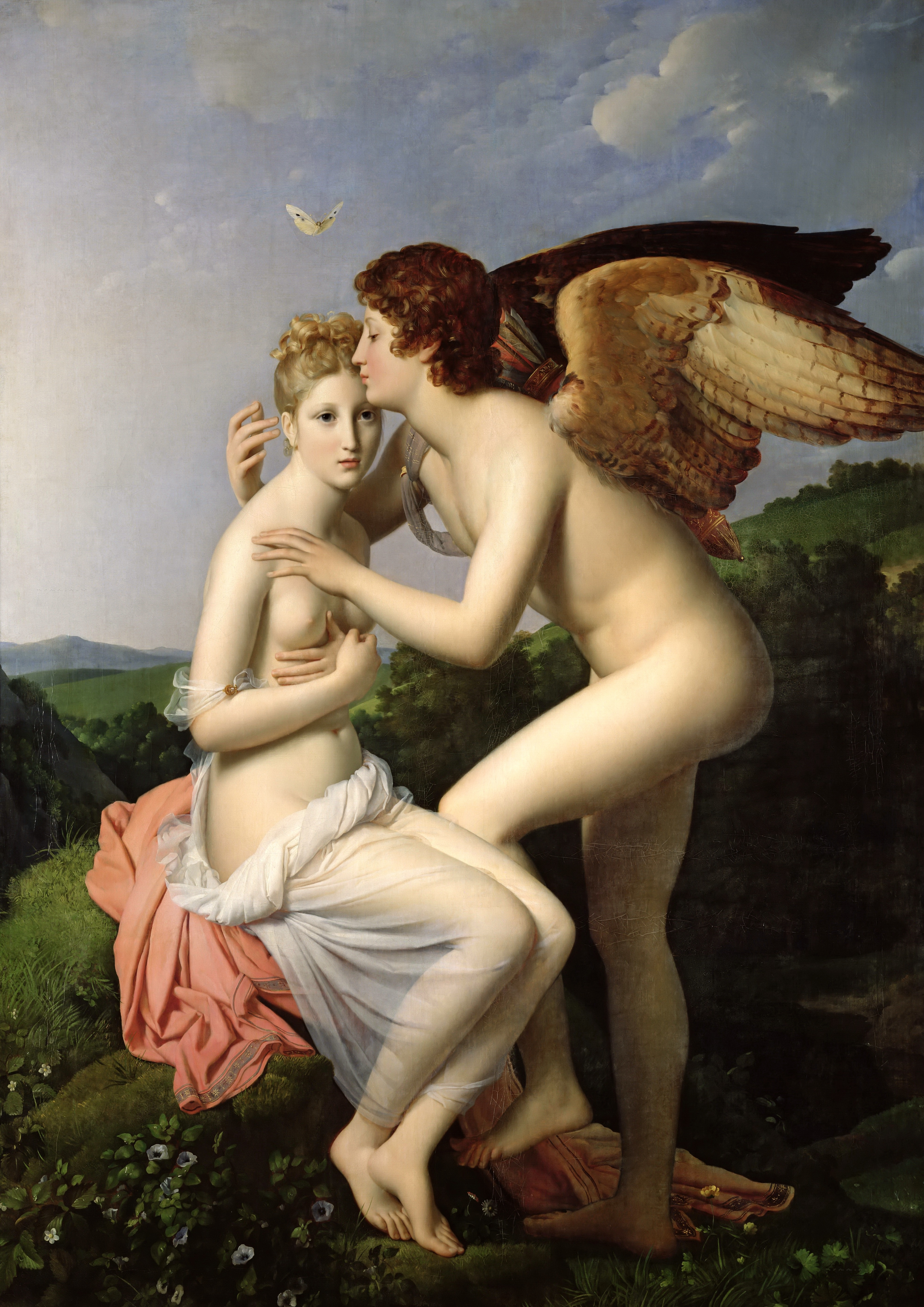
エロース（愛）とプシューケー（心）
François GÉRARD (1770-1837)

人間の性存在性（セクシュアリティ）とは、人間における性的な感覚や感情の表現様式、人間同士の性を介しての親交、また性を通じてのアイデンティティの表現や、更に、性の影響を受けたり、性に基づく人間存在の表現様式を意味する。
人間の性には、非常に多数の様態が存在する。人間の性存在性には、性と人間の性的行動に関する、生理学的、心理学的、社会的、文化的、政治的、そして霊性または宗教的な位相を含めて、広範囲な行動とプロセスが包摂される。哲学や、わけても倫理学、そして道徳性の研究が、神学での問題提起も含めて、人間の性の主題を扱う。
いずれの時代においても、文化においても、文学そして美術を含む芸術一般、加えて風俗やサブカルチャーが、当該社会の人間の性に関する把握や見解の実質的ありようを提示して来た。ほとんどの社会と法的権力において、どのような性的行動が許容されるのかに関する法的規範が存在する。人間の性の内実は、世界中の文化と地理的地域を横断して変動し、歴史を通じて絶え間なく変化している。

## 発達

### 性的指向
ある人が他の人に対して抱く性的および感情的な魅力、およびこれらの魅力から生じる行動のパターンを性的指向と呼ぶ。どの性別に惹かれるのかという方向性の有無でいくつものラベルに分けられ、 異性愛、同性愛（ゲイ、レズビアン）、両性愛、全性愛、無性愛などがある。

### 性別以外の性の好み
性的指向と呼ばれる性別への好み以外にも、人間は各個人でさまざまな要素に性的な魅力を感じ、惹かれていくことがある。その性的な好みの中でも、とくに社会が正常な性的行動とみなしている典型的な境界から外れており、刺激を与える何かを要する執着性の高いものはフェティシズムと呼ばれる。また、同意能力のないあるいは同意を拒む者を対象とするか、興奮そのものが自身に著しい苦痛を与えるか、たとえ相手の同意があったとしても自身か相手に傷害・死亡に至る重大なリスクを生じさせる場合、医学的にパラフィリア（性的倒錯）と呼ばれる。

### 性差
人間の性的特徴などには一般的に男性と女性で明確な性差が生じる。ただし、男性と女性の典型的な解剖学的性的特徴を有さない人もおり、インターセックスと呼ばれる。

### 性同一性
自分自身のジェンダーについて深く感じて経験したアイデンティティのことを性同一性（gender identity）と呼ぶ。出生時に割り当てられた性別と自身の性同一性が異なる人はトランスジェンダー、同じ人はシスジェンダーと称される。

## 性の医療・健康
人間の性は、妊娠期間のあいだ、胎児の発達においてホルモンの変化の影響を受ける。

### 性に関する障害
性機能障害は、人の性的機能が損傷を受けるような様々な生物学的状況や環境に言及している。このような障害の現れは、リビドーの減少、または遂行能力の限界の形式で起こることがありえる。男性・女性双方が、リビドーの後退の影響を被ることがありえ、その原因としては、ストレス、親密さの喪失、精神的な動揺が考えられ、また、その他の心理学的な状態から派生することがありえる。
性的遂行能力の限界は、勃起不全の形で、しばしば男性の性的能力に影響を及ぼすことがある。この原因としては、心血管疾病を含む、様々な形の疾病の病理からもたらされることがある。心血管疾病は、人体の様々な部位への血流の供給と共に、陰茎への血流の減少をもたらすこともある。
- 女性：不妊症、膣痙攣、性欲減退
- 男性：勃起不全、早漏、無射精（射精障害） fr:Anéjaculation

### 出産・産児
出産を人為的に防ぐことを産児制限といい、家族を主体にした表現ないし婉曲表現として家族計画も用いられる。産児制限の生物学的な手段としては主に避妊と人工妊娠中絶があるが、中でも有効で安全な避妊法が普及することは、性と生殖とを分離するための必要条件でもある。
- 産児制限
- 妊娠中絶
- 避妊
- 家族計画

### 性感染症
性行為を通じて感染する疾病。英語では、「Sexually transmitted disease」で、略語として、「STD」または「STI」という。フランス語では、「Maladie sexuellement transmissible」で、略語は「MST」であるが、最近は「IST」である（「 I 」は、「Infection」の頭文字である）。
- 性感染症
- 後天性免疫不全症候群　通称エイズ（Aids）。フランス語の略称は「 Sida 」。
- 梅毒
- 淋病
- 肝炎
- 性器ヘルペス
- クラミジア

## 性の社会・文化・政治

### 性教育
性教育は、教育の分野での性に関する話題や主題の導入である。欧米諸国のほぼ大半で、性教育が実施されてはいるが、国によってその性格は極端に異なっている。オーストラリアや欧州の大部分の国では、いわゆる「年齢相応」の性教育は、就学前に開始されることもある。これに対し、米国を代表とする他の国では、性教育は10代になってから実施され、時には、10代後期になって初めて実施される。

### 文化的及び精神医学的側面
大多数の個人における性的行動のありようは、その個人が生きる文化におけるノルム（規範）によって類型的に規定されるか、または強く影響される。このような規範の実例は、結婚前の性交渉に関する禁止規定や、同性愛的なセクシュアリティやその他の類例な性的活動に対する否定規定である。この理由は、個人の属する文化において支配的な宗教や道徳が、このような行動を禁止するためである（文化における禁忌を参照）。しばしば、このような文化的に誘導された性的行動は、個人の自然な性的傾向と矛盾することがある。
性役割は、個の社会環境によって影響される人間の性の位相（アスペクト）の一つである。異なる社会環境においては、人々がそれぞれの性と関連付ける固有の特性が存在しえるのであり、それは特定のタイプのドレスであったり、色彩、行動様式であったりする。
文化規範に反した人間の性を表現したいと望む者は、様々な形の迫害や抑圧によって、主流文化（メイン・カルチャー）の内部にあって下位文化（サブカルチャー）を形成することを強いられる。

### 性関連商業
- 性産業（性風俗関連特殊営業を含む）
- 売買春
- ポルノグラフィー
- ポルノ映画
- アダルト・ショップ
- セックスボット

## 参考書籍
- ミシェル・フーコー 『知への意志－性の歴史 1 』　La volonté de savoir. Histoire de la sexualité, I (1976)
- ミシェル・フーコー 『快楽の活用－性の歴史 2 』　L'usage des plaisirs. Histoire de la sexualité, II (1984)
- ミシェル・フーコー 『自己への配慮－性の歴史 3 』　Le souci de soi. Histoire de la sexualité, III (1984)